# Marionia
Marionia Vayssière, 1877 è un genere di molluschi nudibranchi della famiglia Tritoniidae.

## Tassonomia
Il genere comprende le seguenti specie:
- Marionia abrahamorum F. V. Silva, Herrero-Barrencua, Pola & Cervera, 2019
- Marionia albotuberculata Eliot, 1904
- Marionia arborescens Bergh, 1890
- Marionia babai (Odhner, 1936)
- Marionia bathycarolinensis V. G. Smith & Gosliner, 2005
- Marionia blainvillea (Risso, 1818)
- Marionia cabindae White, 1955
- Marionia chloanthes Bergh, 1902
- Marionia cucullata (Couthouy, 1852)
- Marionia cyanobranchiata (Rüppell & Leuckart, 1828)
- Marionia dakini (O'Donoghue, 1924)
- Marionia distincta Bergh, 1905
- Marionia echinomuriceae Jensen, 1994
- Marionia elongoreticulata V. G. Smith & Gosliner, 2007
- Marionia elongoviridis V. G. Smith & Gosliner, 2007
- Marionia gemmii Almón, Pérez & Caballer, 2018
- Marionia ghanensis Edmunds & Carmona, 2017
- Marionia glama (Rüppell & Leuckart, 1828)
- Marionia hawaiiensis (Pease, 1860)
- Marionia kinoi Angulo-Campillo & Bertsch, 2013
- Marionia levis Eliot, 1904
- Marionia limceana F. V. Silva, de Meirelles & Matthews-Cascon, 2013
- Marionia olivacea Baba, 1937
- Marionia pellucida Eliot, 1904
- Marionia platyctenea (Willan, 1988)
- Marionia pusa Er. Marcus & Ev. Marcus, 1968
- Marionia pustulosa Odhner, 1936
- Marionia ramosa Eliot, 1904
- Marionia rubra (Rüppell & Leuckart, 1828)
- Marionia semperi Jensen, 1994
- Marionia tedi Ev. Marcus, 1983
- Marionia vanira Ev. Marcus & Er. Marcus, 1966
- Marionia viridescens Eliot, 1904